# سوماترای غربی
سوماترای غربی (اندونزیایی: [Sumatera Barat] Error: {{Lang}}: متن دارای نشانه‌گذاری ایتالیک است (راهنما)) یکی از استان‌های اندونزی است

## مذاهب

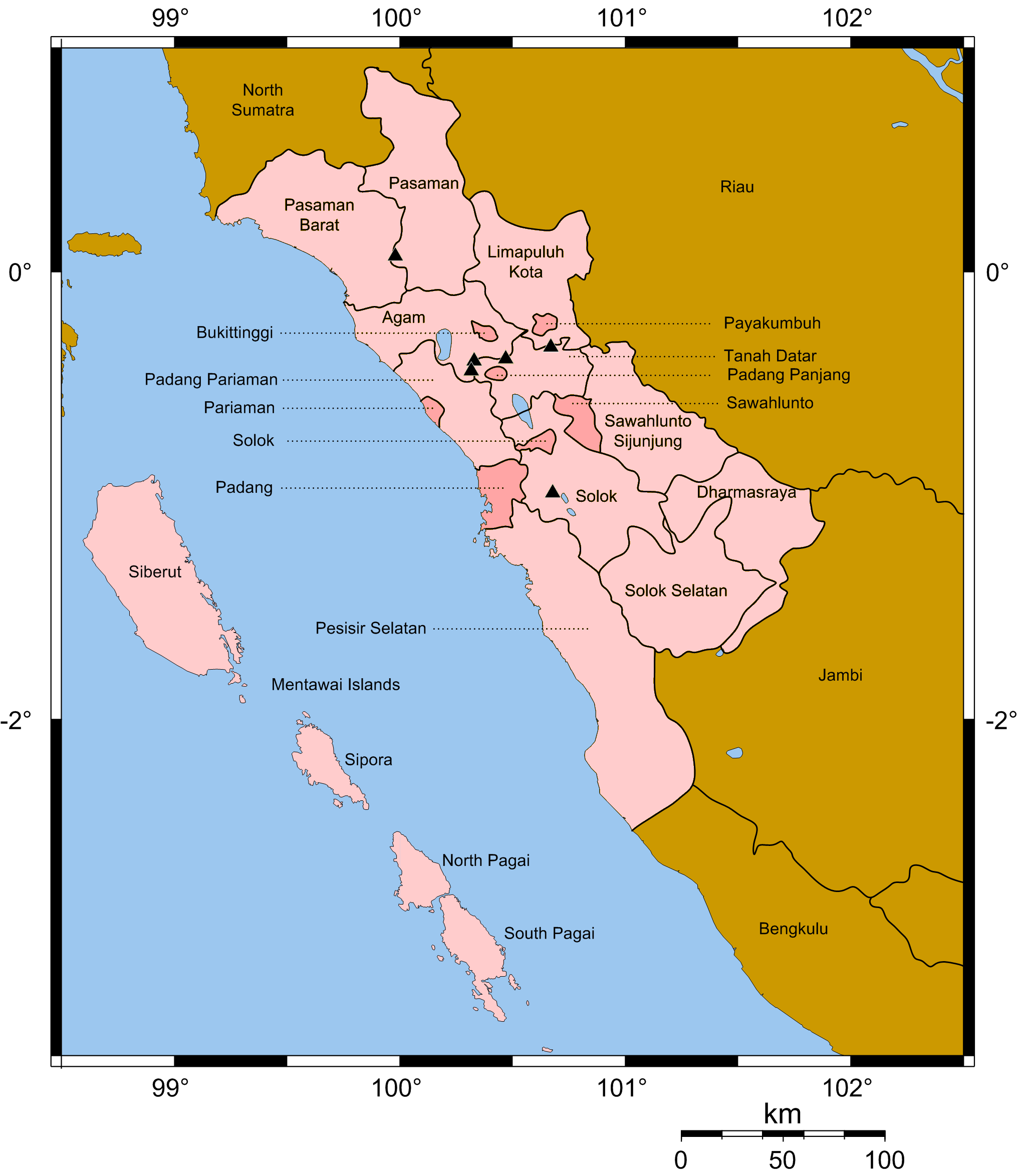
نقشه سوماترای غربی

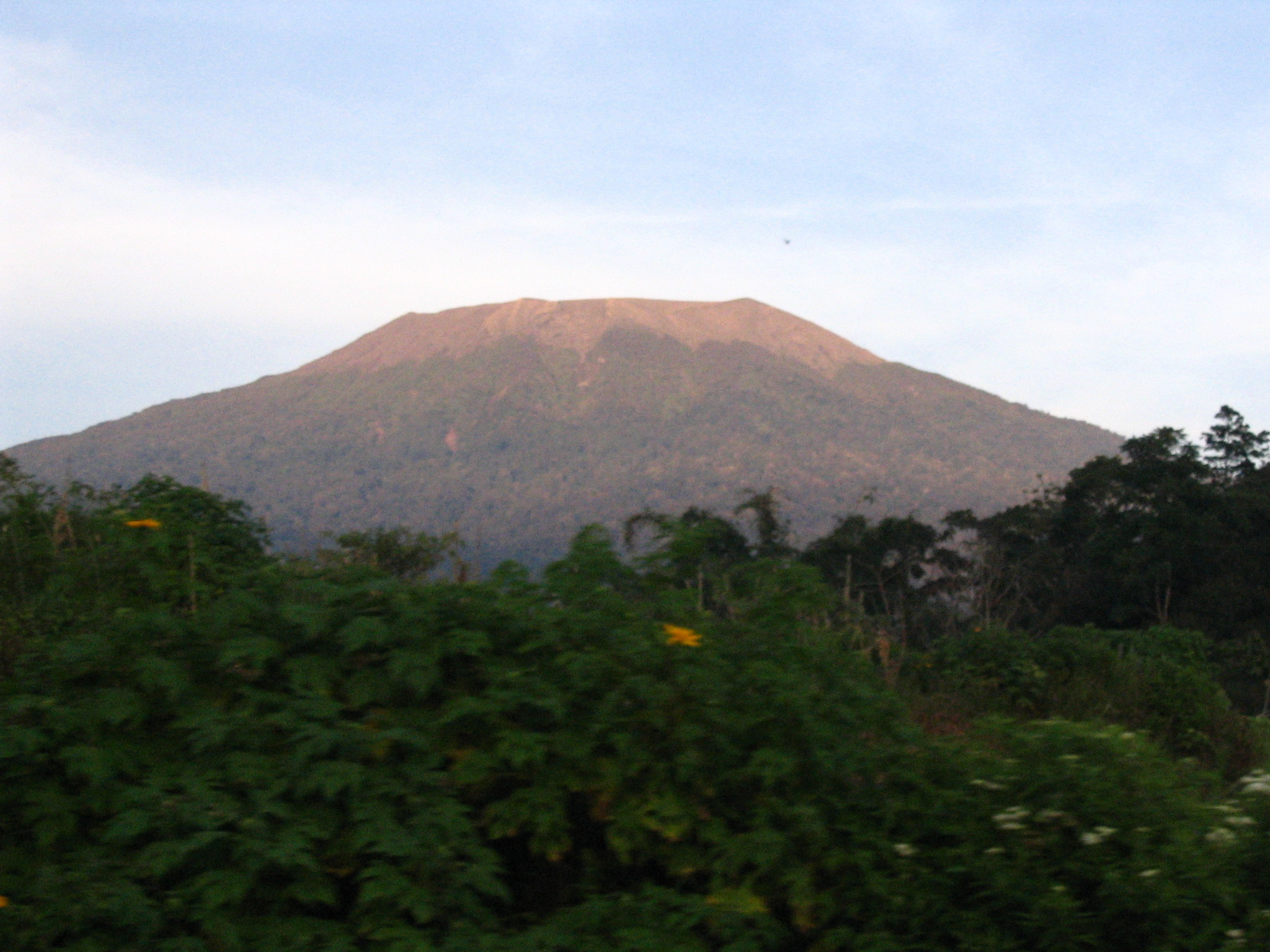
کوه ماراپی

- مسلمان (%۹۸)
- مسیحی (%۱.۶)
- هندو (%۰۰.۳۲)
- بودائی (%۰.۲۶)